# Microlomaptera hudsoni
Microlomaptera hudsoni är en skalbaggsart som beskrevs av Allard 1995. Microlomaptera hudsoni ingår i släktet Microlomaptera och familjen Cetoniidae. Inga underarter finns listade i Catalogue of Life.